# Khansar
Khvansar este un oraș din Iran.

## Personalități
- Adib Khansari, muzician
- Ali Shojaei, fotbalist
- Hacham Uriel Davidi, lider religios
- Mohammad Javad Zarif, Ministru al Afacerilor Externe
- Seyyed Ahmad Khansari, teolog